# Alfold
Alfold är en civil parish i Storbritannien.   Den ligger i grevskapet Surrey och riksdelen England, i den södra delen av landet, 50 km sydväst om huvudstaden London.